# راشان هیل (سانفرانسیسکو)
راشان هیل (به انگلیسی: Russian Hill) یک منطقهٔ مسکونی در ایالات متحده آمریکا است که در سان فرانسیسکو واقع شده‌است. راشان هیل ۱۳٬۱۴۶ نفر جمعیت دارد.